# لبرانص (عيون اسمار)
لبرانص هو دُوَّار يقع بجماعة أغبالو أقرار، إقليم صفرو، جهة فاس مكناس في المملكة المغربية. ينتمي الدوّار لمشيخة عيون اسمار التي تضم 6 دواوير. يقدر عدد سكانه بـ 134 نسمة حسب الإحصاء الرسمي للسكان والسكنى لسنة 2004.

## روابط خارجية
- البوابة الوطنية للجماعات الترابية نسخة محفوظة 12 مارس 2018 على موقع واي باك مشين.
- المندوبية السامية للتخطيط